# دوستان الیور
دوستان الیور (انگلیسی: Friends of Oliver) و یا دوستان اف‌اوپی، یک مؤسسه خیریه ثبت شده در انگلستان می‌باشد این موسسه، در تاریخ ۱ مارس ۲۰۱۲ تأسیس گردید که هدف اصلی آن جمع‌آوری کمک مالی در جهت پیدا کردن درمان مؤثر برای بیماری نادر ژنتیکی فیبرودیسپلازی استخوانی‌شونده پیشرونده می‌باشد. این مؤسسه خیریه همچنین بر روی افزایش آگاهی و درک از FOP در میان جوامع پزشکی و عموم مردم تلاش بسیاری مبذول می‌نماید.